# Cima Maledia
Cima Maledia – szczyt w Alpach Nadmorskich, części Alp Zachodnich. Leży na granicy między Włochami (Piemont) a Francją (Prowansja-Alpy-Lazurowe Wybrzeże). Szczyt można zdobyć ze schroniska Rifugio Federici-Marchesini al Pagarì (2627 m).
Pierwszego wejścia dokonał Victor de Cessole.